# Plátanos (ort i Grekland, Mellersta Makedonien)
Plátanos är en ort i Grekland.   Den ligger i prefekturen Nomós Imathías och regionen Mellersta Makedonien, i den norra delen av landet, 300 km norr om huvudstaden Aten. Plátanos ligger 5 meter över havet och antalet invånare är 745.
Terrängen runt Plátanos är platt. Runt Plátanos är det ganska tätbefolkat, med 67 invånare per kvadratkilometer. Närmaste större samhälle är Alexándreia, 11,3 km nordväst om Plátanos. Trakten runt Plátanos består till största delen av jordbruksmark.